# Josef Fuchs
Pour les articles homonymes, voir Fuchs.
Josef Fuchs, dit Sepp Fuchs, né le 24 juillet 1948 à Unteriberg dans le canton de Schwytz, est un coureur cycliste suisse. Il est professionnel de 1972 à 1981.

## Palmarès sur route

### Palmarès amateur
- 1966
  - 3e du championnat de Suisse sur route juniors
- 1969
  - Championnat de Zurich amateurs
  - 10eb étape du Tour de l'Avenir
  -  Médaillé de bronze du championnat du monde du contre-la-montre par équipes
- 1970
  - Tour des Quatre-Cantons
- 1971
  - Giro del Mendrisiotto
  - 1re étape du Tour de l'Avenir (contre-la-montre)
  - 8e étape de la Milk Race
  - 3e de la Milk Race

### Palmarès professionnel
- 1972
  -  Champion de Suisse sur route
  - 2e étape de Tirreno-Adriatico
  - Tour de Toscane
  - 2e de Tirreno-Adriatico
- 1973
  -  Champion de Suisse sur route
  - Prologue du Tour de Suisse (contre-la-montre par équipes)
- 1974
  - Cronostafetta
  - Prologue du Tour du Levant (contre-la-montre par équipes)
  - 4e de Tirreno-Adriatico
- 1975
  - 2e du Tour de Romandie
  - 2e du championnat de Suisse sur route
  - 8e du Tour de France
  - 9e du Championnat de Zurich
- 1976
  - 2e du Trofeo Masferrer
  - 4e de la Semaine catalane
  - 4e du Critérium du Dauphiné libéré
  - 8e du Tour d'Espagne
  - 9e du Tour de Catalogne
- 1977
  - 5e de Tirreno-Adriatico
  - 10e du Championnat de Zurich
- 1978
  - 3e étape de Tirreno-Adriatico
  - 3e du Tour de Sardaigne
  - 3e du Tour de Suisse
  - 3e du championnat de Suisse sur route
  - 4e de Tirreno-Adriatico
- 1979
  - 3e étape de Tirreno-Adriatico
  - 5e étape du Tour de Suisse
  - 4e étape du Tour de Catalogne
  - 2e du Grand Prix de Lugano
  - 4e du Tour de Suisse
  - 5e du Tour de Catalogne
  - 8e du Tour d'Italie
- 1980
  - 7e étape du Tour de Suisse
  - 2e du Tour de Suisse
  - 3e du Trophée Baracchi (avec Daniel Gisiger)
  - 8e du Tour d'Italie
- 1981
  - Liège-Bastogne-Liège
  - Grand Prix de Lugano
  - 2e du Tour de Suisse
  - 5e du Tour d'Italie
  - 7e du Super Prestige Pernod
  - 10e de Tirreno-Adriatico

## Résultats sur les grands tours

### Tour de France
2 participations
- 1975 : 8e
- 1976 : abandon (5e étape)

### Tour d'Italie
8 participations
- 1972 : 30e
- 1973 : abandon (9e étape)
- 1974 : 25e
- 1977 : 22e
- 1978 : abandon (17e étape)
- 1979 : 8e
- 1980 : 8e
- 1981 : 5e

### Tour d'Espagne
1 participation
- 1976 : 8e

## Palmarès sur piste

### Championnats du monde
- Varèse 1971
  -  Médaillé d'argent de la poursuite amateurs

### Championnats de Suisse
- Champion de Suisse de poursuite amateurs : 1970 et 1971